# 97. Internationale Sechstagefahrt
Die 97. Internationale Sechstagefahrt war die Mannschaftsweltmeisterschaft im Endurosport und fand vom 6. bis 11. November 2023 im argentinischen San Juan sowie der näheren Umgebung statt. Die Nationalmannschaft der USA konnte zum dritten Mal die World Trophy gewinnen. Die Nationalmannschaft Frankreichs gewann zum siebten Mal die Junior World Trophy. Die Women's World Trophy ging zum vierten Mal an die Nationalmannschaft der USA.

## Wettkampf

### Organisation
Die Veranstaltung fand nach der 89. Internationalen Sechstagefahrt (2014) zum zweiten Mal in Argentinien statt.
Am Wettkampf nahmen zwölf Teams für die World Trophy, elf für die Junior World Trophy, acht für die Women’s World Trophy und 77 Clubteams aus insgesamt 23 Nationen teil.
Deutschland nahm an der Junior Trophy, Women’s Trophy sowie mit drei Clubmannschaften teil. Zwei Schweizer Fahrer nahmen (gemeinsam mit einem Fahrer aus Japan) mit einer gemischtnationalen Clubmannschaft teil.
Das Fahrerlager und der Parc fermé befanden sich auf der permanenten Rennstrecke Circuito San Juan Villicum. Die offizielle Eröffnungsveranstaltung fand im Stadtzentrum von San Juan statt.

### 1. Tag
Die Tagesetappe führte in zwei identischen Runden über insgesamt 226 Kilometer. Durch Temperaturen von bis zu 40 °C herrschten körperlich herausfordernde Bedingungen.
Nach dem ersten Fahrtag führte in der World-Trophy-Wertung das Team aus den USA vor dem Vereinigten Königreich und Frankreich.
In der Junior-World-Trophy-Wertung führte die Mannschaft Schwedens vor Italien und Frankreich. Das deutsche Team belegte den 7. Platz.
In der Women’s Trophy führte das Team Australiens vor den Mannschaften aus den USA und Frankreich. Das deutsche Team hatte bereits einen Ausfall zu beklagen: Maria Franke schied aufgrund eines technischen Defekts an ihrem Motorrad aus der Wertung. Die Mannschaft lag dadurch auf dem 7. und damit vorletzten Platz.
Die ersten drei Plätze der Clubwertung belegten die US-amerikanischen Teams XC Gear, braaptastic.com und GTBN. Beste deutsche Clubmannschaft war Team Germany Club 1 auf dem 21. Platz. Im gemischtnationalen Team Suisse schieden bereits die beiden Schweizer aus, hatten jedoch am Folgetag die Möglichkeit eines einmaligen Restarts. die Mannschaft belegte vorerst den 58. Platz.

### 2. Tag
Am zweiten Tag wurde die gleiche Strecke des ersten Tages befahren, das Wetter war unverändert trocken und heiß. Der Fahrtag wurde von einem Todesfall überschattet: Der holländische Club-Fahrer Albert Pos verstarb unter noch nicht geklärten Umständen auf der Strecke.
Die World-Trophy-Wertung führte wie am Vortag das Team aus den USA vor dem Vereinigten Königreich und Frankreich an.
In der Junior-Trophy-Wertung führte die Mannschaft Schwedens vor den USA und Frankreich. Das deutsche Team verbesserte sich auf den 7. Platz.
In der Women’s Trophy führte das Team der USA vor Australien und dem binationalen Team Latin America. Das deutsche Team profitierte von Ausfällen der Konkurrenz und verbesserte sich dadurch auf den 6. Platz.
In der Clubwertung ergaben sich keine Änderungen der Platzierungen 1 bis 3. Es führte Team XC Gear vor braaptastic.com und GTBN. Team Germany Club 1 verbesserte sich auf den 18. Platz.
Im gemischtnationalen Team Suisse gingen die beiden Schweizer wieder an den Start, jedoch schied André Brunner zum zweiten Mal und damit endgültig aus der Wertung. Die Mannschaft belegte den 61. Platz.

### 3. Tag
Die Strecke des Fahrtags war ein zweimal zu durchfahrender Rundkurs über insgesamt 230 Kilometer.
In der World-Trophy-Wertung führte nach wie vor das Team der USA vor dem Vereinigten Königreich und Frankreich.
Die Junior-World-Trophy-Wertung führte ebenfalls die Mannschaft Schwedens vor Frankreich und den USA an. Die deutsche Mannschaft profitierte von einem Fahrerausfall der Briten und belegte dadurch den 6. Platz.
In der Women’s Trophy führte weiter das Team der USA vor Australien und dem binationalen Team Latin America. Das deutsche Team lag weiter auf dem 6. Platz.
Die Clubwertung führte XC Gear vor GTBN und ARGENTINA aus dem Gastgeberland an. Im Team Germany Club 1 schied Ronny Rohde aus, hatte jedoch am Folgetag die Möglichkeit eines einmaligen Restarts. Die Mannschaft rutschte dadurch auf den 27. Platz ab. Das gemischtnationale Team Suisse verbesserte sich auf den 59. Platz.

### 4. Tag
Am vierten Tag wurde nochmal die Strecke des Vortags gefahren.
Am Ende des vierten Fahrtags führte in der World-Trophy-Wertung weiter unverändert das Team der USA vor Frankreich und dem Vereinigten Königreich.
In der Junior-World-Trophy-Wertung führte nach wie vor die Mannschaft Schwedens vor Frankreich und den Vereinigten Staaten. Die deutsche Mannschaft belegte weiter den 6. Platz.
In der Women’s World Trophy erlitt das Team Australiens einen Fahrerausfall: Tayla Jones hatte am Vortag einen Sturz und sich dabei die Schulter verletzt. Sie ging am vierten Tag an den Start, gab den Wettkampf jedoch später auf. Auf die vorläufige Platzierung des Teams hatte der Ausfall jedoch keine Auswirkung. Die Mannschaft lag hinter den USA und vor dem binationalen Team Latin America auf dem 2. Platz. Das deutsche Team hatte mit Samantha Buhmann den zweiten Fahrerausfall zu beklagen. Auch sie musste aufgrund von Schmerzen in der linken Hand kämpfen, fiel jedoch aufgrund von Zeitüberschreitung aus der Wertung. Das Team profitierte dagegen von Ausfällen der Konkurrenz und belegte dadurch nach wie vor den 6. Platz.
Die Clubwertung führte wie am Vortag XC Gear vor GTBN und ARGENTINA an. Das Team Germany Club 1 verbesserte sich auf den 24. Platz, das Team Suisse verlor etwas und belegte den 61. Platz.
Von 341 am ersten Tag gestarteten Fahrern waren noch 251 im Wettbewerb.

### 5. Tag
Die Strecke des fünften Fahrtags führte über 234 Kilometer. Die Temperaturen stiegen im Tagesverlauf wieder auf bis zu 40 °C, dazu herrschte starker Wind.
Die Zwischenstände nach dem fünften Fahrtag: In der World Trophy-Wertung führte weiter das Team der USA vor den Mannschaften aus Frankreich und dem Vereinigten Königreich.
In der Junior Trophy führte unverändert die Mannschaft Schwedens vor Frankreich und den Vereinigten Staaten. Das deutsche Team belegte weiter unverändert den 6. Platz.
In der Women’s Trophy führte das (als einziges noch mit 3 Fahrerinnen noch vollständige) Team der USA vor Australien und dem binationalen Team Latin America. In letzterem wurde eine Fahrerin vom Wettbewerb ausgeschlossen: Valeria Rodriguez hatte vor dem Start unzulässige, fremd Hilfe genutzt und wurde disqualifiziert. Das deutsche Team lag unverändert auf dem 6. Platz.
Die Clubwertung führte unverändert XC Gear vor GTBN und ARGENTINA an. Das Team Germany Club 1 verbesserte sich auf den 21. Platz, das Team Suisse belegte wie am Vortag den 61. Platz.

### 6. Tag
Das Abschlussrennen war ein Moto-Cross-Test auf der permanenten Strecke Circuito Internacional Aser. 
Die im Wettbewerb um die Junior World Trophy bis dahin führende Mannschaft Schwedens ging mit deutlichem zeitlichen auf den Zweitplatzierten an den Start. Nach etwa 2/3 der Renndistanz ging jedoch das Motorrad von Albin Norrbin aus und war nicht mehr in Gang zu bekommen. Kurzentschlossen halfen die beiden Teamkollegen, indem sie das Motorrad um mehr als Hälfte des Kurses schoben. Dies führte zu einer bemerkenswerten Entscheidung der Jury: Die unzulässige, fremde Hilfe hätte zu Disqualifikation des Fahrers geführt. Allerdings gilt auch die Regel, dass wer während des Abschluss-Cross ausfällt die schlechteste Zeit des Laufs, zuzüglich eine Aufschlages erhält. Nur war er jedoch selbst der Zeitschlechteste. Aus seiner Zeit wurde die durchschnittliche Rundenzeit ermittelt und für die fehlenden drei Runden dazuaddiert. Weil er sich damit keinen Vorteil verschafft hatte, wollte ihn die Jury nicht disqualifizieren (was dem Team drei Stunden Strafzeit eingebracht hätte). Mit diesem Juryentscheid wurde die schwedische Mannschaft noch Gesamtdritter.

## Endergebnisse

### World Trophy
| Platz | Team                   | Zeit        |
| ----- | ---------------------- | ----------- |
| 1.    | Vereinigte Staaten     | 16:31:10,03 |
| 2.    | Frankreich             | 16:48:13,74 |
| 3.    | Vereinigtes Königreich | 16:49:33,77 |
| 4.    | Chile                  | 17:26:15,59 |
| 5.    | Venezuela              | 19:02:36,34 |
| 6.    | Italien                | 21:32:12,82 |
| 7.    | Spanien                | 21:34:01,21 |
| 8.    | Argentinien            | 23:05:21,11 |
| 9.    | Kanada                 | 25:26:32,45 |
| 10.   | Brasilien              | 31:42:04,68 |
| 11.   | Bolivien               | 43:22:34,42 |
| 12.   | Kolumbien              | 53:49:14,90 |

### Junior World Trophy
| Platz | Team                   | Zeit        |
| ----- | ---------------------- | ----------- |
| 1.    | Frankreich             | 12:55:52,59 |
| 2.    | Vereinigte Staaten     | 13:01:13,51 |
| 3.    | Schweden               | 13:22:02,33 |
| 4.    | Argentinien            | 13:41:03,19 |
| 5.    | Tschechien             | 14:00:29,85 |
| 6.    | Deutschland            | 14:09:33,70 |
| 7.    | Portugal               | 14:38:19,29 |
| 8.    | Kolumbien              | 22:47:26,11 |
| 9.    | Vereinigtes Königreich | 22:47:50,26 |
| 10.   | Italien                | 24:29:10,12 |
| 11.   | Chile                  | 34:21:31,62 |

### Women's World Trophy
| Platz | Team                   | Zeit        |
| ----- | ---------------------- | ----------- |
| 1.    | Vereinigte Staaten     | 14:43:34,90 |
| 2.    | Australien             | 21:31:18,02 |
| 3.    | Team Latin America (a) | 25:19:46,60 |
| 4.    | Frankreich             | 26:35:48,79 |
| 5.    | Argentinien            | 29:59:34,62 |
| 6.    | Deutschland            | 36:03:55,20 |
| 7.    | Vereinigtes Königreich | 39:35:49,88 |
| 8.    | Kanada                 | 42:17:06,89 |

### Club Team Award
| Platz                      | Team                    | Zeit        |
| -------------------------- | ----------------------- | ----------- |
| 1.                         | XC GEAR                 | 13:09:05,49 |
| 2.                         | GTBN                    | 13:29:57,20 |
| 3.                         | ARGENTINA               | 13:51:29,53 |
| 4.                         | Steve Hatch Racing POTM | 13:59:23,71 |
| 5.                         | BBW                     | 14:22:59,00 |
| 6.                         | FMCK Skövde ISDE        | 14:24:32,54 |
| 7.                         | LOZERE ENDURO TEAM 1    | 14:33:34,58 |
| 8.                         | Chile Club 2            | 14:37:49,77 |
| 9.                         | Chile Club 5            | 14:47:20,31 |
| 10.                        | Ignacio Martin          | 14:52:14,82 |
| 000{\displaystyle \vdots } |                         |             |
| 20.                        | Team Germany Club 1     | 18:32:09,28 |
| 000{\displaystyle \vdots } |                         |             |
| 44.                        | Team Germany Club 2     | 31:33:18,75 |
| 000{\displaystyle \vdots } |                         |             |
| 62.                        | Team Suisse             | 38:38:56,15 |
| 000{\displaystyle \vdots } |                         |             |
| 75.                        | Team Germany Club 1     | 52:25:46,12 |

### Manufacturer's Team Award
| Platz | Team                        | Zeit        |
| ----- | --------------------------- | ----------- |
| 1.    | RED BULL KTM FACTORY RACING | 12:11:57,09 |
| 2.    | HONDA RACING                | 12:33:33,42 |
| 3.    | HUSQVARNA 1                 | 12:45:45,05 |
| 4.    | BETA FACTORY TEAM           | 12:45:57,76 |
| 5.    | KTM 3                       | 12:46:19,31 |
| 6.    | HUSQVARNA 2                 | 13:31:55,69 |
| 7.    | KTM 2                       | 17:21:13,39 |
| 8.    | FANTIC RACING TEAM          | 17:55:34,14 |
| 9.    | GASGAS                      | 19:42:25,60 |
| 10.   | HONDA REDMOTO               | 24:54:07,51 |

### Einzelwertung
| Klasse | Klassensieger (Motorrad) | Zeit       |
| ------ | ------------------------ | ---------- |
| E1 (b) | Josep Garcia (KTM)       | 3:59:29,67 |
| E2 (c) | Andrea Verona (GasGas)   | 4:00:39,37 |
| E3 (d) | Loïc Larrieu (KTM)       | 4:10:48,99 |
| EW (e) | Brandy Richards (KTM)    | 4:27:16,87 |
| C1 (b) | Jaden Dahners (Yamaha)   | 4:24:22,87 |
| C2 (c) | Josh Toth (GasGas)       | 4:11:24,38 |
| C3 (d) | Bruno Bozzo (Rieju)      | 4:27:16,87 |

## Teilnehmer
| Staat                  | World Trophy Team                                                                                      | Junior World Trophy Team                                                       | Women's World Trophy Team                                                         | Club-Teams |
| ---------------------- | --- | ------------------------------------------------------------------------------ | --------------------------------------------------------------------------------- | --- |
| Argentinien            | Nicolas Kutulas (KTM) Cristian Arriegada (KTM) Adolfo Scaglioni (Husqvarna) Tomas Gomez (GasGas)       | Lucas Godoy (KTM) Cristobal Sola (KTM) Jose Maria Marcado (KTM)                | Carla Scaglioni (Husqvarna) Julieta Jerez (Husqvarna) Melina Bretillot (Honda)    | ACONCAGUA Andes club team Argentina ENDURO SAN RAFAEL Flechas team Ignacio Martin JFRACING JGF RACING JUNIORS Junta vasca la falda 1 la pampa enduro Moteros del Centro Moto Club Enduro El Calafate MOTO CRUCES MOTOBOXES SALTA Patagonia Enduro Team PrimoWP RPMNQN TEAM SALTA ENDURO San juan enduro team San Juan Six Days 1 San Juan Six Days 2 SAN JUAN TEAM SICER SICER SOUTH 1 SICER SOUTH 2 SRM SUR ENDURO MENDOCINO Tandil TUNUYAN |
| Australien             | |                                                                                | Jessica Gardiner (Yamaha) Tayla Jones (Husqvarna) Danielle McDonald (Yamaha)      | |
| Bolivien               | Daniel Nosiglia (Rieju) Walter Nosiglia (Rieju) Mariano Mendez Roca (Rieju) Domenico Pirazzoli (KTM)   |                                                                                |                                                                                   | |
| Brasilien              | Romulo Bottrel (Honda) Viniciu Calafati (Honda) Alexandr Faria (Honda) Bruno Crivilin (Honda)          |                                                                                |                                                                                   | IS3 - FMP (1 Fahrer) (f) JJFT PRO TORK/KTM SPORTBAY/BOMBA RACING TCM Enduro Team |
| Chile                  | Benjamin Herrera (GasGas) Camilo Herrera (Rieju) Joaquin Borgono (Honda) Sebastian Taverne (Husqvarna) | Augustin Cortez (Honda) Jeremias Schiele (Husqvarna) Nicolas Pakciarz (GasGas) |                                                                                   | BBW Chile 1 Chile 2 Chile 3 Chile Club 1 Chile Club 2 Chile Club 3 Chile Club 4 Chile Club 5 Chile Club 6 Chile Club 7 Torosucio Pucón |
| Deutschland            | | Maximilian Wills (Husqvarna) Felix Melnikoff (KTM) Florian Görner (KTM)        | Maria Franke (KTM) Tanja Schlosser (Beta) Samantha Buhmann (Beta)                 | Team Germany Club 1 Team Germany Club 2 Team Germany Club 3 |
| Finnland               | |                                                                                |                                                                                   | DYNASET HYDRAULICS/MOTO CLUB SITGES-CABANE (1 Fahrer) (i) TEAM X (1 Fahrer) (g) |
| Frankreich             | Theophile Espinasse (Beta) Léo Le Quéré (KTM) Loïc Larrieu (KTM) Julien Roussaly (Sherco)              | Thibault Giraudon (Sherco) Antoine Alix (Beta) Leo Joyon (Beta)                | Justine Martel (Beta) Elodie Chaplot (Sherco) Mauricette Brisebard (Husqvarna)    | LOZERE ENDURO TEAM 1 LOZERE ENDURO TEAM 2 Team Cantal |
| Italien                | Andrea Verona (GasGas) Kevin Cristino (Fantic) Morgan Lesiardo (Sherco) Samuele Bernardini (Honda)     | Valentino Corsi (Fantic) Manolo Morettini (Honda) Enrico Rinaldi (GasGas)      |                                                                                   | Isde23 MC Farini ‘21 MC Pino Medeot Gorizia TEAM X (2 Fahrer) (g) |
| Japan                  | |                                                                                |                                                                                   | Team Suisse (1 Fahrer) (h) |
| Kanada                 | Philippe Chaine (KTM) Owen McKill (KTM) Tyler Medaglia (GasGas) Jared Stock (Husqvarna)                |                                                                                | Natasha Lachapelle (GasGas) Felicia Robichaud (GasGas) Emma Sharpless (Husqvarna) | |
| Kolumbien              | Mateo Jaramillo (KTM) Juan Camilo Dorado (KTM) Cesar Correa (Husqvarna) Carlos Giraldo (Husqvarna)     | Juan Jose Giraldo (Husqvarna) Johan Barreto (Beta) Tomas Jaramillo (KTM)       |                                                                                   | Carasucias Team 4 puntas |
| Niederlande            | |                                                                                |                                                                                   | Selling/Blömer/Pos |
| Portugal               | | Francisco Leite (Sherco) Frederico Rocha (GasGas) Rui Fernandes (Sherco)       |                                                                                   | IS3 - FMP (2 Fahrer) (f) |
| Schweden               | | Albin Norrbin (Fantic) Axel Semb (Husqvarna) Max Ahlin (KTM)                   |                                                                                   | FMCK Skövde ISDE |
| Schweiz                | |                                                                                |                                                                                   | Team Suisse (2 Fahrer) (h) |
| Spanien                | Sergio Navarro (Husqvarna) Jaume Betriu (KTM) Alejandro Navarro (Beta) Josep Garcia (KTM)              |                                                                                |                                                                                   | DYNASET HYDRAULICS/MOTO CLUB SITGES-CABANE (2 Fahrer) (i) |
| Tschechien             | | Zdeněk Pitel (Husqvarna) Jaroslav Kalný (Sherco) Robert Friedrich (GasGas)     |                                                                                   | GOTTBROS TEAM |
| Uruguay                | |                                                                                |                                                                                   | off road uruguay Xtreme Uruguay Pro Adventure Team |
| Venezuela              | Manuel Vomero (KTM) Carlos Badiali (KTM) Humberto Martin (KTM) Dario Castellano (KTM)                  |                                                                                |                                                                                   | |
| Vereinigtes Königreich | Jed Etchells (Fantic) Jamie McCanney (Husqvarna) Nathan Watson (Honda) Alex Snow (GasGas)              | Charlie Chater (Yamaha) Max Ingham (Yamaha) Harry Edmondson (Yamaha)           | Emily Hall (Beta) Nieve Holmes (Sherco) Elizabeth Tett (Rieju)                    | Dyfed Dirt Bike |
| Vereinigte Staaten     | Taylor Robert (KTM) Johnny Girroir (KTM) Dante Oliveira (KTM) Cole Martinez (Honda)                    | Mateo Oliveira (KTM) Kai Aiello (Husqvarna) Grant Davis (KTM)                  | Brandy Richards (KTM) Korie Steede (KTM) Rachel Gutish (GasGas)                   | braaptastic.com Eric Cleveland Memorial GTBN Missouri Mudders Steve Hatch Racing POTM The Elizabeth Scott Community XC GEAR |
| Team Latin America (o) | |                                                                                | Barbara Neves (Honda) Tania Gonzales (Honda) Valeria Rodriguez (Honda)            | Latam 1 (p) Latam 2 (q) Latam 3 (r) |